# منطقه گوزو
منطقه گوزو (به لاتین: Gozo) یک از مناطق پنج‌گانه کشور مالت است که مرکز آن شهر ویکتوریا می‌باشد.

## خصوصیات
منطقه گوزو ۶۸٫۷ کیلومترمربع مساحت و ۳۷٬۲۸۸ نفر جمعیت دارد.